# Diocese de Victoria (Canadá)
A Diocese de Victoria (Dioecesis Victoriensis in Insula Vancouver) é uma diocese localizada na cidade de Vitória, na província de Colúmbia Britânica, pertencente a Arquidiocese de Vancouver no Canadá. Foi fundada em 1846 pelo Papa Pio IX. Inicialmente foi designada como Diocese de Vancouver Island, adotando o nome atual somente em 1904 como arquidiocese. Com uma população católica de 100.710 habitantes, sendo 12,9% da população total, possui 30 paróquias com dados de 2018.

## História
Em 24 de julho de 1946 o Papa Pio IX cria a Diocese de Vancouver Island através do território do Vicariato Apostólico de Oregon Territory. Em 1863 a diocese perde território para a formação do Vicariato Apostólico de British Columbia. Em 1894 perde novamente território para a formação da Prefeitura Apostólica do Alaska, nos Estados Unidos. Em 1903 a Diocese de Vancouver Island é elevada a arquidiocese com o nome de Arquidiocese de Vancouver Island. 
Em 1904 a arquidiocese tem seu nome alterado para Arquidiocese de Victoria. Em 1908 a arquidiocese volta a ser diocese mantendo o mesmo nome. 

## Lista de bispos
A seguir uma lista de bispos desde a criação da diocese em 1946. 
|                               | Nome                       | Período            | Notas                                   |
| Bispos de Victoria            | Bispos de Victoria         | Bispos de Victoria | Bispos de Victoria                      |
| ----------------------------- | -------------------------- | ------------------ | --------------------------------------- |
| 10º                           | Gary Michael Gordon        | 2014 -             |                                         |
| 9º                            | Richard Joseph Gagnon      | 2004 - 2013        | Nomeado arcebispo de Winnipeg           |
| 8º                            | Raymond Olir Roussin, S.M. | 1999 - 2004        | Nomeado arcebispo de Vancouver          |
| 7º                            | Remi Joseph De Roo         | 1962 - 1999        | Bispo emérito                           |
| 6º                            | James Michael Hill         | 1946 - 1962        | Faleceu no cargo                        |
| 5º                            | John Christopher Cody      | 1936 - 1946        | Nomeado bispo coadjutor de London       |
| 4º                            | John Hugh MacDonald        | 1934 - 1936        | Nomeado arcebispo coadjutor de Edmonton |
| 3º                            | Gerald C. Murray, C.Ss.R.  | 1930 - 1934        | Nomeado bispo de Saskatoon              |
| 2º                            | Thomas O'Donnell           | 1923 - 1929        | Nomeado arcebispo coadjutor de Halifax  |
| 1º                            | Alexander MacDonald        | 1908 - 1923        |                                         |
| Arcebispos de Victoria        |                            |                    |                                         |
| 1º                            | Bertram Orth               | 1904 - 1908        |                                         |
| Arcebispo de Vancouver Island |                            |                    |                                         |
| 1º                            | Bertram Orth               | 1903 - 1904        | Nomeado arcebispo de Victoria           |
| Bispos de Vancouver Island    |                            |                    |                                         |
| 7º                            | Bertram Orth               | 1900 - 1903        | Nomeado arcebispo de Vancouver Island   |
| 6º                            | Alexander Christie         | 1898 - 1899        |                                         |
| 5º                            | Jean-Nicolas Lemmens       | 1888 - 1897        |                                         |
| 4º                            | Charles-Jean Seghers       | 1884 - 1886        | Faleceu no cargo                        |
| 3º                            | Jean-Baptiste Brondel      | 1879 - 1883        |                                         |
| 2º                            | Charles-Jean Seghers       | 1873 - 1878        |                                         |
| 1º                            | Modeste Demers             | 1846 - 1871        | Faleceu no cargo                        |
| Bispos coadjutores            |                            |                    |                                         |
| 2º                            | Raymond Olir Roussin, S.M. | 1998 - 1999        | Nomeado bispo dessa diocese             |
| 1º                            | John James Jonckau         | 1883               |                                         |
| Bispo auxiliar                |                            |                    |                                         |
| 1º                            | Louis Aloysius Lootens     | 1876 - 1898        |                                         |